# دوار باريس (عمان)
دوّار باريس أو ساحة باريس هو دوّار مع حديقة صغيرة يقع في حي جبل اللويبدة التابع لمنطقة العبدلي وسط العاصمة الأردُنيّة عمّان. 
تُعتبر حديقة الدوّار مُتنفسًا للأهالي وتجمُعًا للمُثقفين، حيث تُقام فيه الفعاليّات الثقافيّة والفنيّة. كما أنه يضم عدة معالم مهمّة مثل المعهد الثقافي الفرنسي، ورابطة الكٌتاب الأردنيين، وبنك القاهرة عمّان، وعدد من المقاهي الثقافيّة، والمطاعم، والأسواق، والمتاجر.

## الموقع
يقع الدوّار شرق جبل اللويبدة، بالقُرب من مناطق مُهمّة في عمّان مثل وسط البلد وجبل عمّان والعبدلي. وهو عبارة عن نقطة إلتقاء كُلاً من شارع كليّة الشريعة وشارع الباعونيّة من الغرب، وشارع نيقولا غنما من الجنوب، وشارع فؤاد سليم وشارع الشيخ عبدو من الشرق، وشارع ابن طفيل من الشمال.

## تاريخ
عُرف الدوار سابقًا بـ «دوار الحاووز»، والحاووز خزان أو برج مياه كبير يُستخدم لجمع المياه، وجاءت التسميّة هنا نسبةً لحاووز قديم كان في الموقع يعود لخمسينيات القرن العشرين، حيثُ إزدادت حاجة السُكان للمياه بعد تزايد هجرة السكان لمدينة عمّان.
وقد أخذ أشكال متعددة منها الدائري ومنها المكعب في مناطق مرتفعة من جبال عمان، وكان حاووز جبل عمان الثاني بعد حاووز نبع رأس العين.
بين اسم الحاووز واسم باريس سنوات محدودة قد لا تٌذكر على عٌمر الدوار، لكن ما إن بدأنا بالتعرف على قصة كل اسم لوجدنا أحداث تاريخية هامة تخبرنا عنها تلك الأسماء، قد تكون نقطة تحول مفصلية في حياة الشعب بل وتُسجل فيما بعد بقائمة تراثهم ووجدانهم.
كان يُدعى دوار اللويبدة بالحاووز وما زال الاسم المتعارف عليه عند معظم من عَرِف الويبدة قديماً، نظراً لتواجد ذلك الخزان أو برج مياه في وسطه وتوزيعه للماء لكافة المناطق.
عام 2003 قامت السفارة الفرنسية بتقديم منحة ضمن إطار معاهدة الصداقة والتعاون الموقعة بين  بلديتي عمّان وباريس عام1987 لإعادة إحياء الدوار كمساحة تجمع أهالي المنطقة ولقرب «المعهد الثقافي الفرنسي» منه حيثُ يُعد أقدم معهد ثقافي أوروبي في الأردن. 
حينها بدأت  أمانة عمان الكبرى بإعداد التصاميم والمخططات بالتعاون مع السفارة الفرنسية منذ ذلك الوقت وحتى الافتتاح في حزيران 2004.

## معالم ساحة باريس
- نافورة والس

- عمود موريس

- إنارة شانزليزيه

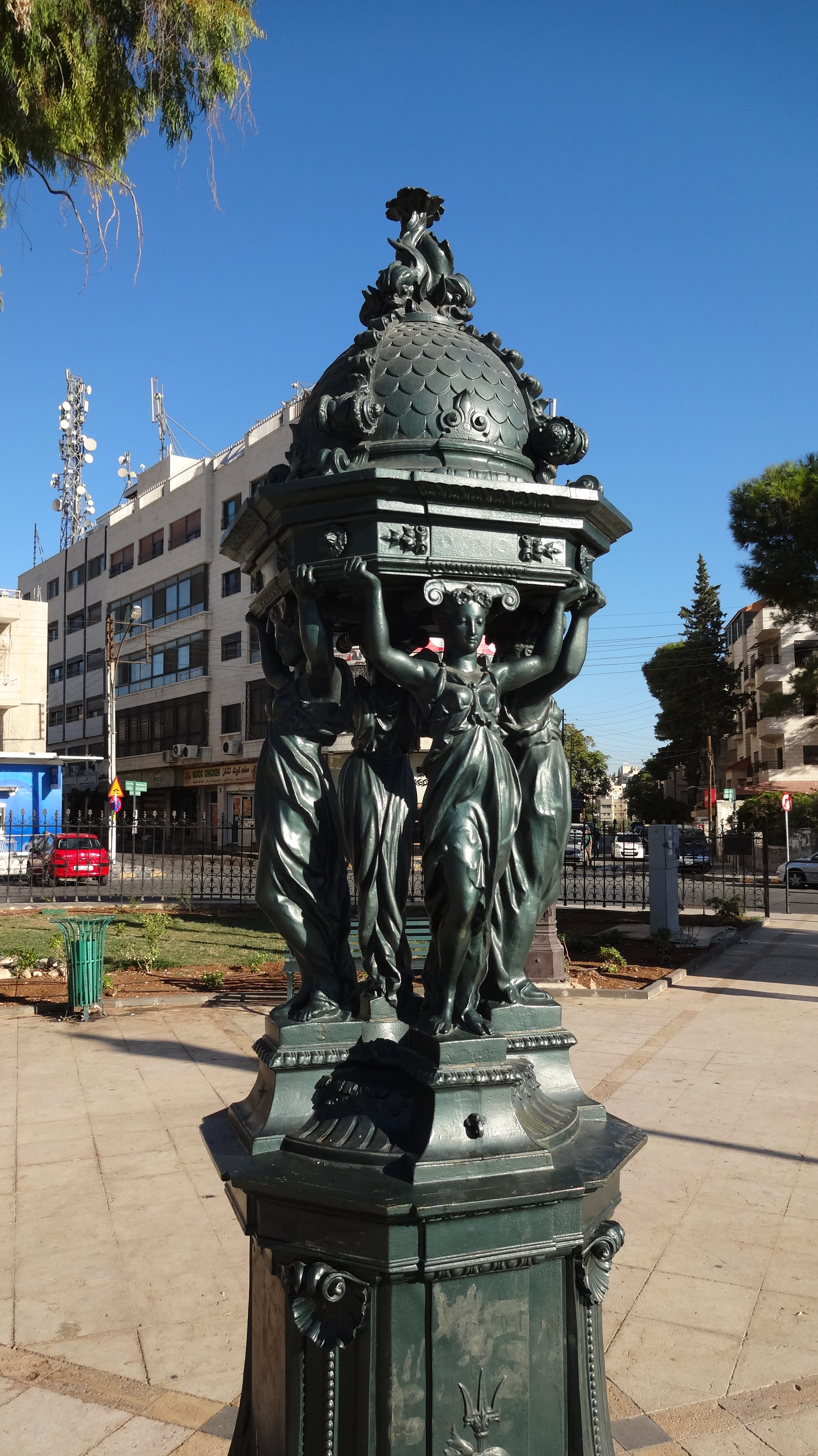
نافورة ريتشارد والس

بالإضافة إلى السياج والمقاعد الخضراء 

### نافورة والس
في قلب ساحة باريس تتمركز نافورة تدعى ب «والس» Wallace تلك النافورة تعود إلى فترة تاريخية هامة في حياة الشعب الفرنسي، فترة تروي حصار مدينة باريس من قبل الجيش الألماني عام 1871  إبان الحرب البروسية الفرنسية أو ما تُدعى بالحرب السبعينية نجم عنها تدمير للقنوات المائية التي  كانت تزود باريس بالمياه. مما أدى إلى ارتفاع سعر المياه النظيفة بشكل كبير؛ حتى قيل أن النبيذ كان أرخص من الماء الصالح للشرب مما شجع أكثر الفقراء على شرب الخمر.
المأساة الباريسية وانتشار الأمراض وكثرة الجوع والعطش دفع الرجل البريطاني "ريتشارد والس" إلى التفكير بمساعدة البلد الذي عاش بها  وفضلها عن أي مدينة أُخرى، فقام بتزويد المدينة بخمسون نافورة ماء عامة ليشرب منها الناس بفترة قياسية بالتصميم والإنجاز، يقدر أنه بحلول عام 1871 كان قد تبرع بمبلغ 2.5 مليون فرنك للمحتاجين من باريس أي ما يعادل 6.5 مليون دولار. بعد ذلك أشتهر بفرنسا  حصل على رتبة الشرف وسُمي شارع باريس بإسمه.
كان بإمكان ريتشارد تقديم المساعدة  بأي شكل يفي بالحاجة لكنه قام بتصميم النافورة بنفسه مستلهمًا إياها من نافورة الحوريات التي تعد أقدم نافورة ضخمة في باريس ومُراعياً بعض الأمور، أهمها أن تكون عمليّة وجميلة تعكس شي من روح المدينة التي يعيش بها.
بعد ان أنهى ريتشارد التصميم المبدئي  إستدعى النحات الفرنسي تشارلز أوغست ليبورج، لتكملة النموذج المقرر.

## التصميم
من معايير التصميم، أن يكون ارتفاعها متناسق مع البيئة المحيطة، أي ألا تكون طويلة جداً ولا قصيرة بل يستطيع الناس رؤيتها من بعيد.
استخدام مادة تصنيع سهلة التشكيل والصيانة، صلبة ومقاومة للعوامل الجوية، بتكلفة معقولة  لتمكنه من إنجاز عدد كبير منها فاستخدموا الحديد.
كما فضل اختيار اللون الأخضر الداكن لتندمج مع حدائق المدينة والطرق التي تصطف على جانبيها الأشجار، لكنها  تتوفرت بألوان أكثر بهجة من اللون الاخضر مشكلة أيقونة ملفتة عن المعتاد في دول أخرى  كاللون الشمس الأصفر واللونيين الازرق والزهري.
افتتاح أول نافورة للعامة كان في أغسطس عام 1872 في شارع دي لا فيليت، ولك أن تتخيل حجم الجمهور على أول عين سبيل في ذلك الوقت من الحاجة، يُقال إنها بقيت محاطة بالعامة وحتى أربع سنوات من وجودها في سبيل الحصول على كوب ماء، وفي عام 1952م قام مجلس النظافة العامة بإزالة الكاسات النحاسية التي كانت تستخدم للشرب خوفاً من انتقال الأمراض.

### التماثيل الأربعة
نأتي إلى ما تمثله التماثيل الأربعة في النافورة من بُعد أنثوي يُجسد اللطف والبساطة والإحسان والرصانة فكل حورية منهن تجسد فصل من فصول السنة، للنظرة الأولى لهن تعتقد إنهن متشابهات لكن في الحقيقة هناك اختلاف فيما بينهم في إغماضة العين والابتسامة وبالرداء الذي أخذ يغطي أجزاء من أجسامهن ولكم ان تتأملوا تلك الاختلافات حين زيارتكم لها.
أما الماء فهي تتسرب من أعلى القبة المدببة المزركشة بالزنابق والدلافين والزخارف النباتية، وزهرة الزنبق fleur-lys  تَكثر في التصاميم الفرنسية المعمارية وفي الملابس العسكرية والأزياء الملكية رمز إلى الدين الكاثوليكي أو الثالوث. 
بينما قاعدة النافورة مصلبة الشكل تنشأ منها زوايا عريضة مزينة بمحارات تتدفق منها سلسلة من اللآلئ لما المحار؟ إشارة إلى التعميد والخصوبة أما اللؤلؤ ليمثل النقاء والحكمة. 

بين اللآلئ هناك ألواح نحتت بثعبان ملتفة حول رمح  بثلاث رؤوس«Trident» رمح الصيد الذي أرتبط بمثيولوجيا اليونانية والسومرية فقد كان بوسيدون آلهة البحر لدى اليونان يحملها بيده بها ضرب أعلى صخرة الاكروبوليس في اثينا وتفجرت المياه هكذا تسرد لنا الاساطير.
عندما تم تصميم  نافورة والس، تم تصميم ثلاث نماذج لاحقة مشابهة للتصميم الأصلي لذلك قد تجدها بأحجام متفاوتة، انتشرت في العديد من الدول الأوربية، في العواصم وكذلك في المدن الأصغر حجماً مثل: ليسبورن، أيرلندا الشمالية، مونتريال، كيبيك، لوس أنجلوس، لندن، حيفا، جنوب إفريقيا، البرازيل، إسبانيا، البرتغال، سويسرا، الصين وحتى في تبيليسي في جورجيا. 

## مبادرات مجتمعية
من جميل الذكر فيما يتعلق بذلك الموروث التراثي الفرنسي لدى سكان المدينة ، تقوم مبادرات شبابية بتعاون مع السلطات لتشجيع أهالي المنطقة والسياح للانتفاع من مياه والس بدلاً من استخدام الزجاجات البلاستيكية الضارة بالبيئة ! خاصة إنه يتم قطع الماء عنها خلال فصل الشتاء لتجمد المياه والحاق الضرر في السباكة الداخلية فهي تعمل من منتصف مارس وحتى منتصف نوفمبر.

## معرض صور

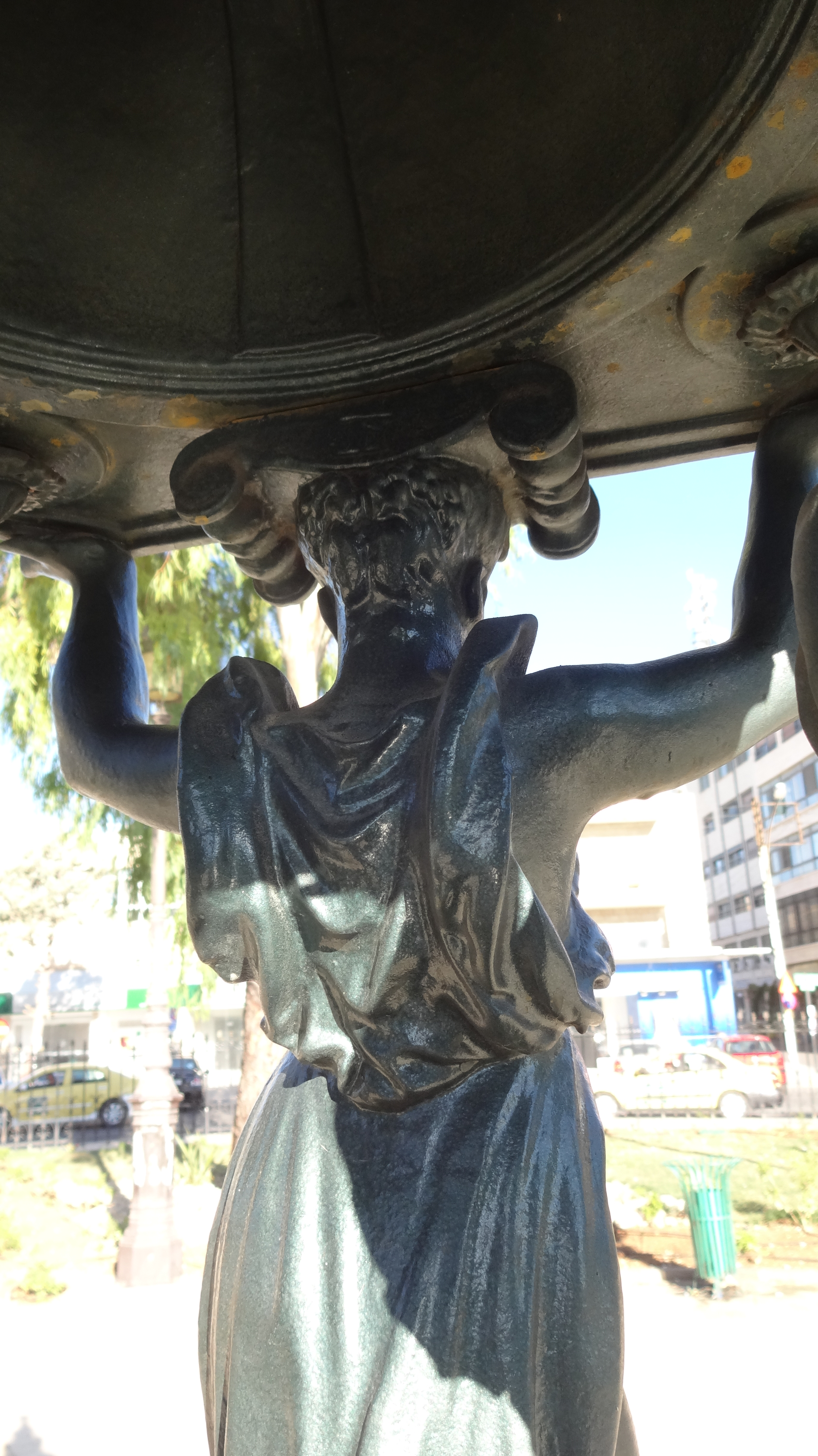
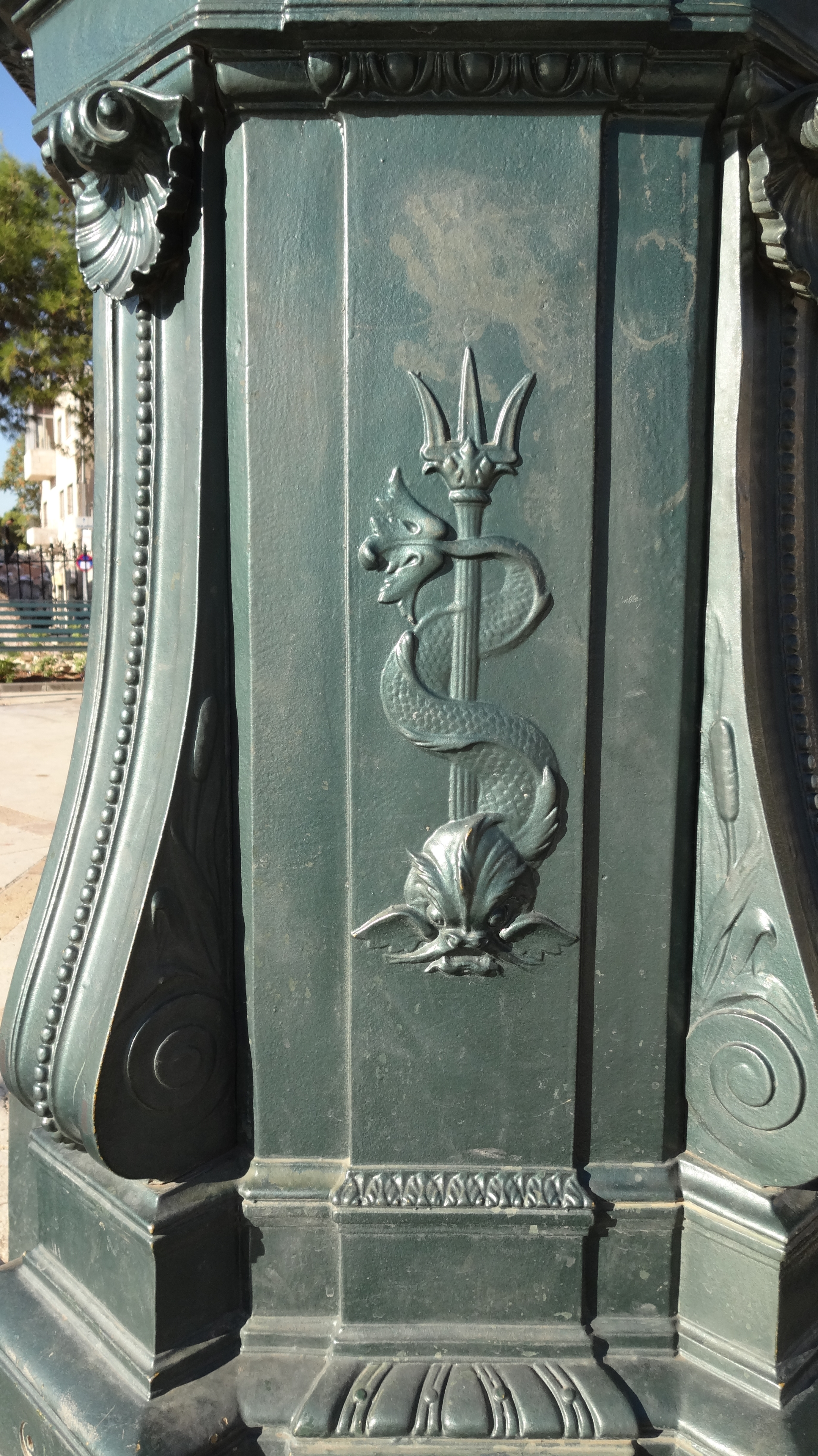
ألواح نحتت بثعبان ملتفة حول رمح الصيد.
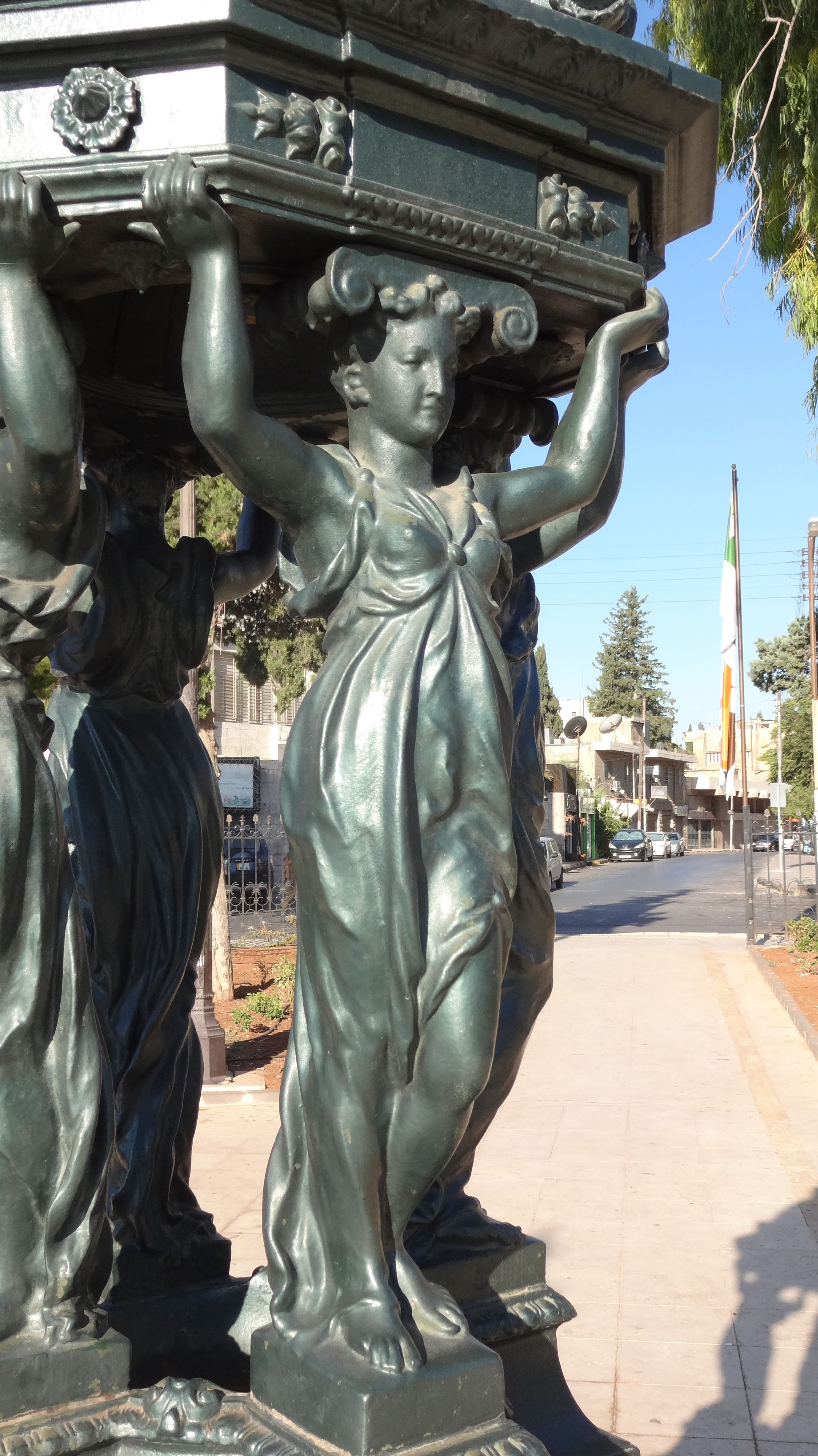
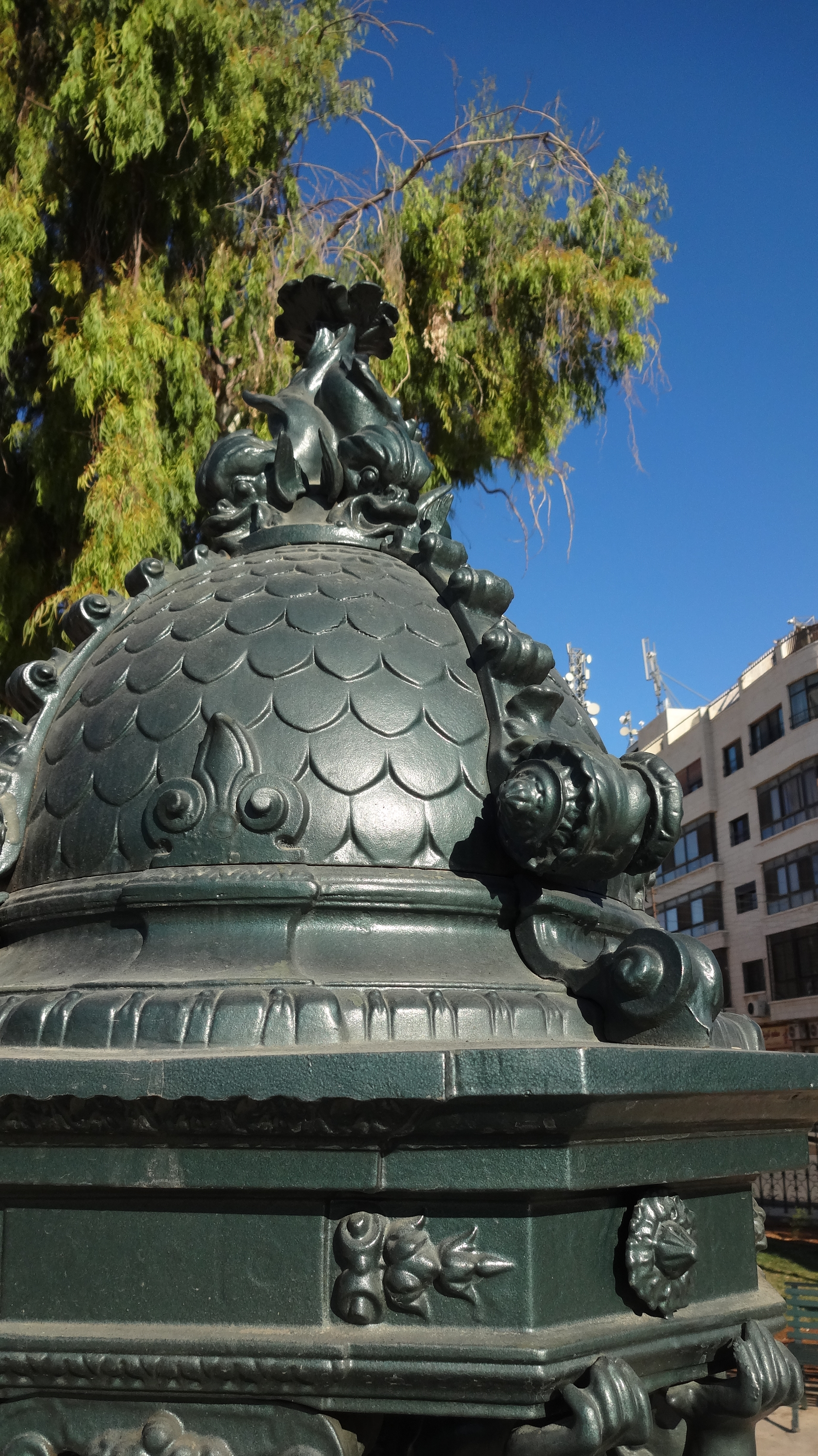
القبة المدببة المزركشة بالزنابق والدلافين والزخارف النباتية.
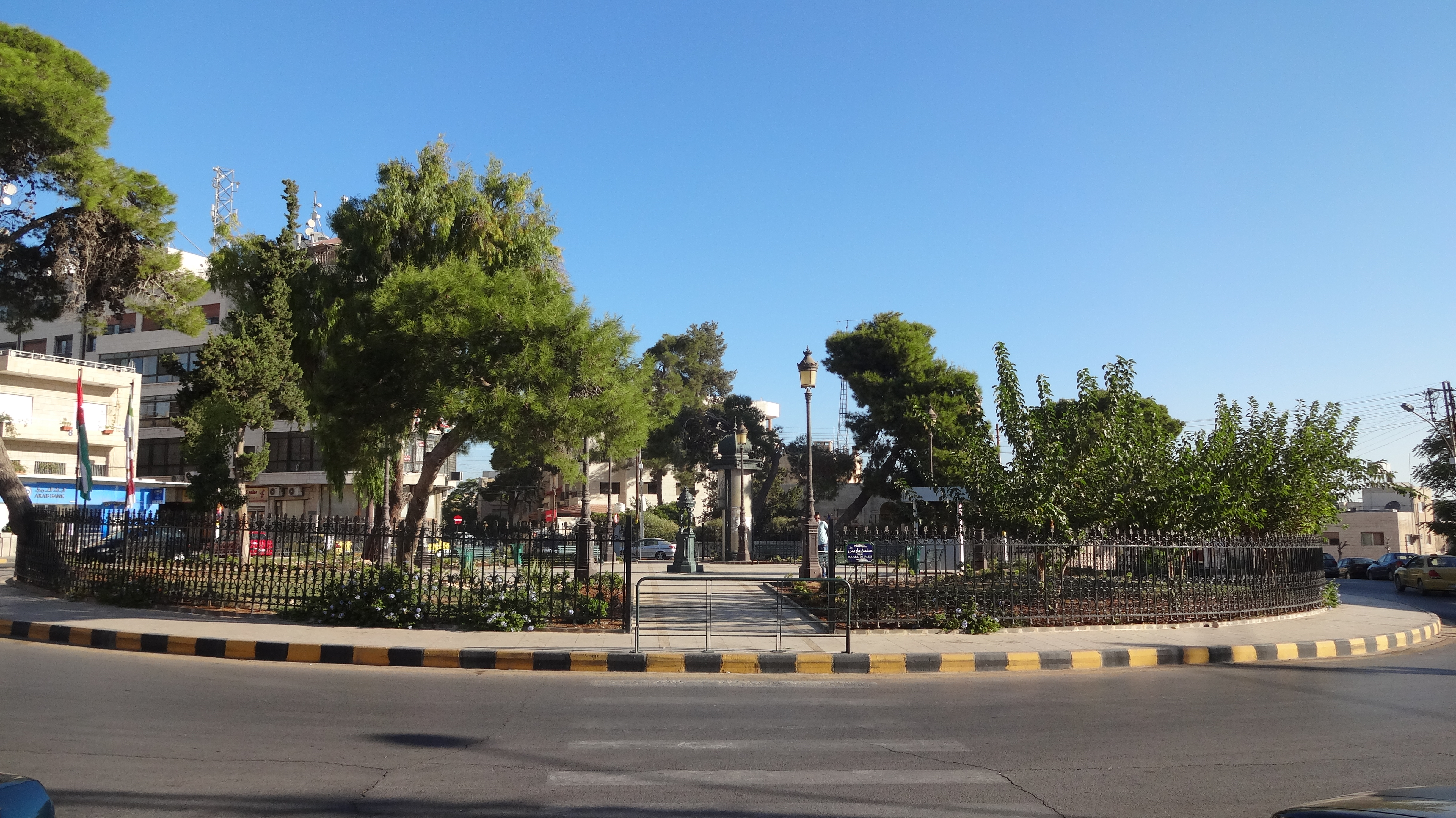
صورة عامة لدوار باريس.
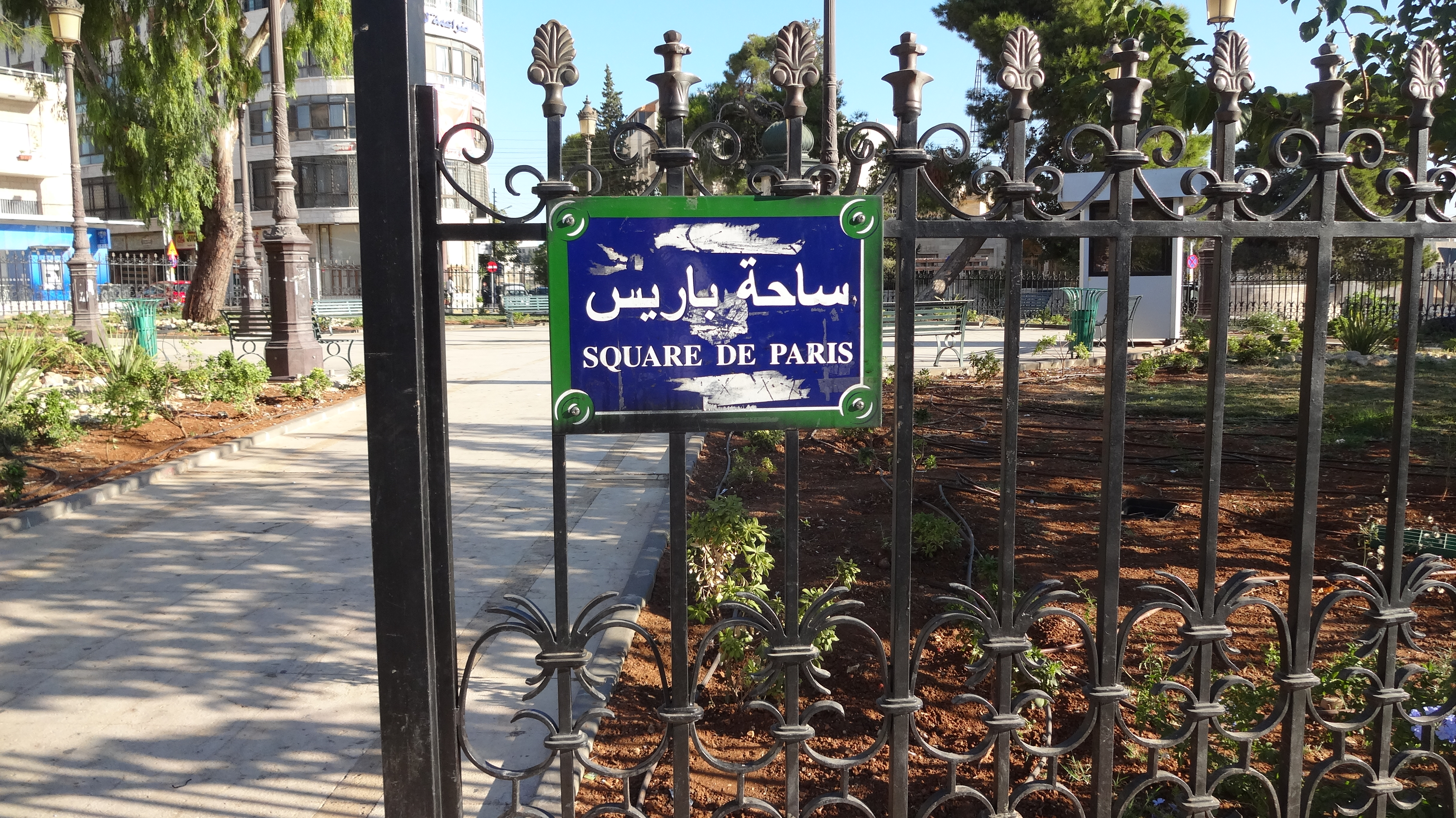
لافتة ساحة باريس

## وصلات خارجية
- صورة جوية للدوار، ويكيمابيا